# NGC 4955
NGC 4955 ist eine Elliptische Galaxie vom Hubble-Typ E2 im Sternbild Hydra südlich des Himmelsäquators. Sie ist schätzungsweise 148 Millionen Lichtjahre von der Milchstraße entfernt und hat einen Durchmesser von etwa 90.000 Lj.
Das Objekt wurde am 30. März 1835 vom britischen Astronomen John Herschel mit einem 18-Zoll-Spiegelteleskop entdeckt, der sie dabei mit „F, R, gbM, 35 arcseconds“ beschrieb.